# Cyborg Ninja
Cyborg Ninja es un guerrero que aparece en la saga Metal Gear, se trata de una identidad que fue asumida por distintos personajes que vistieron el avanzado exoesqueleto cyborg y una espada ninja como producto de siniestros experimentos a los que fueron sometidos y que los transformaron en un extraordinario soldado. 

## Información general
Cyborg Ninja es un guerrero que aparece encarnado por distintos personajes de la saga Metal Gear. La principal característica que todos tienen en común es una armadura exoesqueleto que le recubre todo el cuerpo y le da el aspecto de un robot, y una espada de alta frecuencia. 
El personaje surgió como una ilustración del diseñador de personajes de la saga, Yoji Shinkawa. Cuando el director Hideo Kojima lo vio, le gustó tanto el diseño que decidió incluirlo en la trama de su próximo juego, Metal Gear Solid. El personaje hace su aparición en dicho juego como un soldado con capacidades sobrehumanas que vive atormentado debido a los experimentos sufridos para adquirir ese cuerpo. Posteriormente se revela que Cyborg Ninja es en realidad un personaje de juegos anteriores, Gray Fox, el cual se creía muerto.
El personaje regresa en Metal Gear Solid 2: Sons of Liberty, pero esta vez es una persona distinta, Olga Gurlukovich, quien se disfraza como el ninja para poder ocultar su verdadera identidad. A diferencia del primer ninja, Olga no tiene partes robóticas y su armadura es en realidad un disfraz en lugar de un implante cyborg. 
En Metal Gear Solid 4: Guns of the Patriots, el nuevo Cyborg Ninja es Raiden, este es además el primer cyborg ninja protagonista. Este es un verdadero cyborg con sus miembros y gran parte de su cuerpo reemplazados por prótesis robóticas y recubierto por un exoesqueleto de alta tecnología. Raiden vuelve a aparecer como protagonista en el título Metal Gear Rising: Revengeance.

## Encarnaciones del personaje
- Gray Fox : Un exmiembro de FOXHOUND que se presumía muerto tras su pelea con Solid Snake en un campo minado en 1999. Su cuerpo fue recuperado por el Dr. Clark, quién lo vistió con un prototipo de exoesqueleto para usarlo como conejillo de indias del Proyecto Genome. Las pruebas le causaron un severo dolor, por lo que debía ser anestesiado permanentemente con calmantes mientras experimentaban con su cuerpo. Incluso luego de terminar con las pruebas seguía sufriendo severos trastornos y un dolor que le hacía suplicar por medicina. Convertido ya en el primer Cyborg Ninja, Gray Fox finalmente logró matar al Dr. Clark y escapar de sus captores en 2003, durante su huida además pudo destruir archivos clave sobre el proyecto Cyborg Ninja para evitar que esos experimentos continúen.
- Olga Gurlukovich o MR. X : La líder de los Mercenarios Gurlukovich, asumió la identidad del segundo Cyborg Ninja en el año 2009. Esta no recibió ningún tipo de implantes biónicos o experimentos como su antecesor y su traje ninja era más bien un disfraz para mantener oculta su verdadera identidad. Olga trabajó como doble agente para el grupo terrorista "The Patriots" y la organización secreta "Sons of Liberty". Los Patriots secuestraron a su hija Sunny y enviaban a Olga una foto de Sunny cada mes y le encomendaron la misión de proteger a Raiden durante el Incidente de Big Shell, como condición para recuperar a su hija. Durante su fachada ninja, Olga se hacía llamar "Mr. X". El hecho de que haya aparecido un segundo Cyborg Ninja daba a entender que no toda la información sobre el proyecto original había desaparecido.
- Raiden (Metal Gear): Raiden recibió la espada de alta frecuencia de manos de Olga Gurlukovich. Durante una misión bajo las órdenes de Big Mama, fue capturado por Los Patriots y hecho prisionero en el Área 51. Allí fue sometido a experimentos en donde su cabeza fue separada de su cuerpo a la altura de la mandíbula y fue insertada en un cuerpo cíborg. Debido a sus heridas estuvo a punto de morir pero fue salvado por el Dr. Madnar quien le dio sangre blanca artificial. Luego de ser rescatado por Big Mama, hizo uso de sus habilidades como Cyborg Ninja para ayudar a Old Snake en el año 2014, durante la insurrección de Liquid Snake. Tras completar esta misión se le concedió un nuevo cuerpo cíborg de aspecto más humano y dejando su antiguo exoesqueleto como un simple traje, similar al de Olga Gurlukovich. Sin embargo, en una misión posterior fue severamente dañado por el grupo Desperado Enforcement LLC y debió reemplazarse su cuerpo de Cyborg Ninja por otro de color oscuro.

## Habilidades
- Capacidad sobrehumana: Gracias a la modificación de su cuerpo con partes robóticas, Cyborg Ninja tiene habilidades muy superiores a las del humano promedio. Estas son súper fuerza, superagilidad y alta resistencia al daño.

- Espada de alta frecuencia: El arma característica de todos los Cyborg Ninja, es un sable que tiene la capacidad de resonar a una frecuencia muy alta que lo hace calentarse y aumenta enormemente su capacidad de corte.

- Brazo cañón: Un arma de fuego que dispara rayos de energía explosivos.

- Camuflaje óptico: Habilidad que permite al exoesqueleto volverse prácticamente invisible al camuflarse con el escenario.

## Apariciones en videojuegos

### En la saga Metal Gear
La serie Metal Gear es una reconocida serie de juegos de sigilo en donde han aparecido varias versiones del Cyborg Ninja.
- Metal Gear Solid (1998 - PSX): En este juego aparece el primer Cyborg Ninja, Gray Fox. Este se hace presente durante la batalla entre el protagonista Solid Snake y Revolver Ocelot, en donde irrumpe y le corta el brazo a Revolver para obligarlo a retirarse. En una misión posterior, el Ninja desafía a Snake en una batalla en la que aparece como jefe y lo obliga a combatir sin armas. Tras ser derrotado revela su verdadera identidad y se declara a sí mismo como un personaje neutral, sin un bando específico, aunque decide ayudar a Snake.

- Metal Gear Solid: VR Missions (1999 - PSX): Edición extendida de MGS que incluye tres misiones en donde el jugador puede controlar a Cyborg Ninja.

- Metal Gear Solid 2: Sons of Liberty (2001 - PS2): En este juego aparece el segundo Cyborg Ninja, Olga Gurlukovich, aunque se hace llamar "Mr. X" para ocultar su identidad real. Gurlukovich usa solamente un disfraz y no es un cíborg real. Mr. X se presenta como un aliado misterioso que ayuda al protagonista Raiden en partes importantes del juego y eventualmente le revela su identidad verdadera. Olga eventualmente le regala su espada ninja de alta frecuencia a Raiden.

- Metal Gear Solid 2: Substance (2002 - PS2, PC, Xbox): Edición extendida de MGS2 que incorpora la posibilidad de jugar con Raiden con el uniforme alternativo de Cyborg Ninja.

- Metal Gear Solid: The Twin Snakes (2002 - GameCube): Remake de MGS con gráficos y jugabilidad mejorados en donde Cyborg Ninja aparece en el mismo rol, aunque tiene un par de escenas intermedias nuevas.

- Metal Gear Acid (2004 - PSP): Cyborg Ninja aparece como una de las cartas coleccionables (#142). Su arma es la espada de alta frecuencia y su habilidad es atacar a cualquier personaje en el mapa.

- Metal Gear Acid 2 (2005 - PSP):  Cyborg Ninja aparece como una de las cartas coleccionables (#130).

- Metal Gear Solid: Digital Graphic Novel (2006 - PSP): Cómic interactivo que relata los eventos de MGS, incluyendo la aparición del Cyborg Ninja.

- Metal Gear Solid 4: Guns of the Patriots (2008 - PS3): Ubicado cinco años después de MGS2, este juego introduce al tercer Cyborg Ninja, quien es el personaje Raiden. Este se ha convertido en un cíborg con cuerpo robótico tras haber sido capturado y sometido a un terrible experimento. El ninja aparece como un aliado que ayuda al protagonista Solid Snake en sus misiones.

- Metal Gear Online Scene Expansion (2009 - PS3): Expansión de MGO que incluye una misión en donde el jugador puede controlar a Cyborg Ninja.

- Metal Gear Solid: Touch (2009 - iOS): Juego que recrea varias misiones de MGS4. Aparece Cyborg Ninja Raiden como aliado.

### En otras series
- Konami Krazy Racers (2001 - GBA): Videojuego de carreras de karts que reúne a varios personajes populares de Konami. Cyborg Ninja Gray Fox aparece como uno de los corredores seleccionables, su asistente es el helicóptero Mi-24 Hind.

### Cameos
- Super Smash Bros. Brawl  (2008 - Wii): Cyborg Ninja Gray Fox aparece como un trofeo asistente, cuando se lo llama comienza a correr por todo el escenario cortando a los competidores con su espada.

- Assassin's Creed: Brotherhood  (2010, 2011 - PS3, Xbox 360, PC): Un truco del juego permite desbloquear el traje de Cyborg Ninja Raiden como uniforme alternativo.

- Astro Bot (2024 - PS5): Cyborg Ninja se cambia en nombre como "Mystery Ninja" (Ninja del Misterio) aparece como un traje de VIP bot.

## Curiosidades
- En Metal Gear Solid, existe un truco que cambia el color del exoesqueleto de Cyborg Ninja por un intenso color rojo.
- En Metal Gear 2: Solid Snake, aparecía un personaje llamado Black Ninja, quien también era un experimento y usaba una armadura especial. Por esto suele ser considerado como el predecesor del Cyborg Ninja.